# Gand-Wevelgem féminin 2023
Cet article concerne la course féminine. Pour la course masculine, voir Gand-Wevelgem 2023.
La 12e édition de Gand-Wevelgem féminin a lieu le 26 mars 2023. Elle fait partie de l'UCI World Tour féminin. Elle est remportée par la Suissesse Marlen Reusser.

## Présentation

### Organisation
L'épreuve est organisée par Flanders Classics.

### Équipes
| UCI Women's WorldTeams (15)- Canyon-SRAM Racing - Team DSM - EF Education-TIBCO-SVB - FDJ-Suez - Fenix-Deceuninck - Human Powered Health - Israel-Premier Tech Roland - Team Jumbo-Visma - Liv Racing TeqFind - Movistar Team - SD Worx - Trek-Segafredo - Team Jayco AlUla - UAE Team ADQ - Uno-X Pro Cycling Team Équipes féminines continentales (9)- AG Insurance - Soudal Quick-Step Team - Ceratizit-WNT Pro Cycling - Cofidis - Duolar-Chevalmeire - Lifeplus Wahoo - Lotto Dstny Ladies - Proximus-Alphamotorhomes-Doltcini CT - Parkhotel Valkenburg - Zaaf Cycling Team |
| |

### Parcours
Le départ est donné à Ypres. La course de 162,5 kilomètres passe par les Moëres après une 38 kilomètres de course. La première ascension est le Scherpenberg après 98 kilomètres. Le premier passage du Mont Kemmel se situe au km 111, le deuxième et dernier au km 128 soit 34 kilomètres avant l'arrivée à Wevelgem.
| Mont | Nom                     | Km    | Revêtement | Longueur (m) | Pente moyenne | Km de l'arrivée |
| ---- | ----------------------- | ----- | ---------- | ------------ | ------------- | --------------- |
| 1    | Scherpenberg            | 98,1  | Asphalte   | 1 000        | 2,3 %         | 64,4            |
| 2    | Baneberg (nl)           | 102,9 | Asphalte   | 1 300        | 6 %           | 59,6            |
| 3    | Monteberg (nl)          | 108,9 | Asphalte   | 1 000        | 5,4 %         | 53,6            |
| 4    | Mont Kemmel - Belvedère | 110,7 | Pavé       | 400          | 10,4 %        | 51,8            |
| 5    | Scherpenberg            | 118,2 | Asphalte   | 1 000        | 2,3 %         | 44,3            |
| 6    | Baneberg (nl)           | 122,9 | Asphalte   | 1 300        | 6 %           | 39,6            |
| 7    | Mont Kemmel - Ossuaire  | 128,2 | Pavé       | 700          | 10,9 %        | 34,3            |

## Favorites
La vainqueur sortante, Elisa Balsamo vient de se classer deuxième du Trofeo Alfredo Binda-Comune di Cittiglio et de la Classic Bruges-La Panne, et fait de nouveau figure de favorite. Lorena Wiebes est l'autre favorite en cas de sprint, tout comme Charlotte Kool.

## Récit de la course
Pien Limpens sort dès les premiers kilomètres et est reprise au bout de trente. Dans le mont Kemmel, Lotte Kopecky mène devant Katarzyna Niewiadoma et Anna Henderson. Le trio a un peu d'avance, mais elles ne poursuivent pas leur effort. Une chute massive a ensuite lieu. Marlen Reusser décide d'imprimer un rythme plus élevé, mais se rend compte que personne ne la suit. Elle se retrouve ainsi en échappée. Elle passe en haut du mont Kemmel avec une minute d'avance. Shari Bossuyt attaque à dix-huit kilomètres de l'arrivée. Cela provoque la formation d'un groupe de sept avec : Pfeiffer Georgi, Anna Henderson, Elinor Barker, Christine Majerus, Shirin van Anrooij et Eugenia Bujak. À huit kilomètres de la ligne, Ruby Roseman-Gannon et Megan Jastrab opèrent la jonction sur ce groupe. Reusser s'impose seule. Derrière, le peloton reprend le groupe dans les derniers mètres. Megan Jastrab parvient néanmoins à prendre la deuxième place.

## Classements

### Classement final
| \| Classement général \| Classement général \| Classement général \| Classement général \| Classement général \| \| Coureuse \| Coureuse \| Pays \| Équipe \| Temps \| \| ------------------ \| ----------------------- \| ------------------ \| ---------------------- \| ------------------ \| \| 1re \| Marlen Reusser \| Suisse \| SD Worx \| 4 h 16 min 47 s \| \| 2e \| Megan Jastrab \| États-Unis \| Team DSM \| + 2 min 42 s \| \| 3e \| Maike van der Duin \| Pays-Bas \| Canyon-SRAM Racing \| + 2 min 42 s \| \| 4e \| Karlijn Swinkels \| Pays-Bas \| Team Jumbo-Visma \| + 2 min 42 s \| \| 5e \| Christina Schweinberger \| Autriche \| Fenix-Deceuninck \| + 2 min 42 s \| \| 6e \| Marta Bastianelli \| Italie \| UAE Team ADQ \| + 2 min 42 s \| \| 7e \| Elinor Barker \| Royaume-Uni \| Uno-X Pro Cycling Team \| + 2 min 42 s \| \| 8e \| Clara Copponi \| France \| FDJ-Suez \| + 2 min 42 s \| \| 9e \| Anna Henderson \| Royaume-Uni \| Team Jumbo-Visma \| + 2 min 42 s \| \| 10e \| Shari Bossuyt \| Belgique \| Canyon-SRAM Racing \| + 2 min 42 s \| |                         |             |                        |                 |
| |                         |             |                        |                 |
| |                         |             |                        |                 |
| Classement général |                         |             |                        |                 |
| Coureuse | Coureuse                | Pays        | Équipe                 | Temps           |
| 1re | Marlen Reusser          | Suisse      | SD Worx                | 4 h 16 min 47 s |
| 2e | Megan Jastrab           | États-Unis  | Team DSM               | + 2 min 42 s    |
| 3e | Maike van der Duin      | Pays-Bas    | Canyon-SRAM Racing     | + 2 min 42 s    |
| 4e | Karlijn Swinkels        | Pays-Bas    | Team Jumbo-Visma       | + 2 min 42 s    |
| 5e | Christina Schweinberger | Autriche    | Fenix-Deceuninck       | + 2 min 42 s    |
| 6e | Marta Bastianelli       | Italie      | UAE Team ADQ           | + 2 min 42 s    |
| 7e | Elinor Barker           | Royaume-Uni | Uno-X Pro Cycling Team | + 2 min 42 s    |
| 8e | Clara Copponi           | France      | FDJ-Suez               | + 2 min 42 s    |
| 9e | Anna Henderson          | Royaume-Uni | Team Jumbo-Visma       | + 2 min 42 s    |
| 10e | Shari Bossuyt           | Belgique    | Canyon-SRAM Racing     | + 2 min 42 s    |

### UCI World Tour

#### Points attribués
| Position           | 1er | 2e  | 3e  | 4e  | 5e  | 6e  | 7e  | 8e  | 9e | 10e | 11e | 12e | 13e | 14e | 15e | 16e à 20e | 21e à 30e | 31e à 40e |
| Classement général | 400 | 320 | 260 | 220 | 180 | 140 | 120 | 100 | 80 | 68  | 56  | 48  | 40  | 32  | 28  | 24        | 16        | 8         |

| Classement par points | Classement par points | Classement par points | Classement par points | Classement par points |
| Coureuse              | Coureuse              | Pays                  | Équipe                | Points                |
| --------------------- | --------------------- | --------------------- | --------------------- | --------------------- |
| 1re                   | Lorena Wiebes         | Pays-Bas              | SD Worx               | 1132 pts              |
| 2e                    | Elisa Balsamo         | Italie                | Trek-Segafredo        | 868 pts               |
| 3e                    | Pfeiffer Georgi       | Royaume-Uni           | Team DSM              | 770 pts               |
| 4e                    | Amanda Spratt         | Australie             | Trek-Segafredo        | 754 pts               |
| 5e                    | Lotte Kopecky         | Belgique              | SD Worx               | 720 pts               |
| 6e                    | Maike van der Duin    | Pays-Bas              | Canyon-SRAM Racing    | 648 pts               |
| 7e                    | Grace Brown           | Australie             | FDJ-Suez              | 562 pts               |
| 8e                    | Megan Jastrab         | États-Unis            | Team DSM              | 540 pts               |
| 9e                    | Elisa Longo Borghini  | Italie                | Trek-Segafredo        | 536 pts               |
| 10e                   | Loes Adegeest         | Pays-Bas              | FDJ-Suez              | 480 pts               |

| Classement par points | Classement par points | Classement par points | Classement par points | Classement par points |
| Coureuse              | Coureuse              | Pays                  | Équipe                | Points                |
| --------------------- | --------------------- | --------------------- | --------------------- | --------------------- |
| 1re                   | Lorena Wiebes         | Pays-Bas              | SD Worx               | 1132 pts              |
| 2e                    | Elisa Balsamo         | Italie                | Trek-Segafredo        | 868 pts               |
| 3e                    | Pfeiffer Georgi       | Royaume-Uni           | Team DSM              | 770 pts               |
| 4e                    | Amanda Spratt         | Australie             | Trek-Segafredo        | 754 pts               |
| 5e                    | Lotte Kopecky         | Belgique              | SD Worx               | 720 pts               |
| 6e                    | Maike van der Duin    | Pays-Bas              | Canyon-SRAM Racing    | 648 pts               |
| 7e                    | Grace Brown           | Australie             | FDJ-Suez              | 562 pts               |
| 8e                    | Megan Jastrab         | États-Unis            | Team DSM              | 540 pts               |
| 9e                    | Elisa Longo Borghini  | Italie                | Trek-Segafredo        | 536 pts               |
| 10e                   | Loes Adegeest         | Pays-Bas              | FDJ-Suez              | 480 pts               |

| Classement du meilleur jeune | Classement du meilleur jeune | Classement du meilleur jeune | Classement du meilleur jeune | Classement du meilleur jeune |
| Coureuse                     | Coureuse                     | Pays                         | Équipe                       | Points                       |
| ---------------------------- | ---------------------------- | ---------------------------- | ---------------------------- | ---------------------------- |
| 1re                          | Maike van der Duin           | Pays-Bas                     | Canyon-SRAM Racing           | 18 pts                       |
| 2e                           | Megan Jastrab                | États-Unis                   | Team DSM                     | 12 pts                       |
| 3e                           | Henrietta Christie           | Nouvelle-Zélande             | Human Powered Health         | 10 pts                       |

| Classement du meilleur jeune | Classement du meilleur jeune | Classement du meilleur jeune | Classement du meilleur jeune | Classement du meilleur jeune |
| Coureuse                     | Coureuse                     | Pays                         | Équipe                       | Points                       |
| ---------------------------- | ---------------------------- | ---------------------------- | ---------------------------- | ---------------------------- |
| 1re                          | Maike van der Duin           | Pays-Bas                     | Canyon-SRAM Racing           | 18 pts                       |
| 2e                           | Megan Jastrab                | États-Unis                   | Team DSM                     | 12 pts                       |
| 3e                           | Henrietta Christie           | Nouvelle-Zélande             | Human Powered Health         | 10 pts                       |

| Classement par équipes aux points | Classement par équipes aux points | Classement par équipes aux points | Classement par équipes aux points |
| Équipe                            | Équipe                            | Pays                              | Points                            |
| --------------------------------- | --------------------------------- | --------------------------------- | --------------------------------- |
| 1re                               | SD Worx                           | Pays-Bas                          | 3219 pts                          |
| 2e                                | Trek-Segafredo                    | États-Unis                        | 3200 pts                          |
| 3e                                | FDJ-Suez                          | France                            | 2121 pts                          |
| 4e                                | Canyon-SRAM Racing                | Allemagne                         | 1954 pts                          |
| 5e                                | Team DSM                          | Pays-Bas                          | 1839 pts                          |
| 6e                                | UAE Team ADQ                      | Émirats arabes unis               | 1408 pts                          |
| 7e                                | Uno-X Pro Cycling Team            | Norvège                           | 1103 pts                          |
| 8e                                | Movistar Team                     | Espagne                           | 1073 pts                          |
| 9e                                | EF Education-TIBCO-SVB            | États-Unis                        | 896 pts                           |
| 10e                               | Fenix-Deceuninck                  | Belgique                          | 894 pts                           |

| Classement par équipes aux points | Classement par équipes aux points | Classement par équipes aux points | Classement par équipes aux points |
| Équipe                            | Équipe                            | Pays                              | Points                            |
| --------------------------------- | --------------------------------- | --------------------------------- | --------------------------------- |
| 1re                               | SD Worx                           | Pays-Bas                          | 3219 pts                          |
| 2e                                | Trek-Segafredo                    | États-Unis                        | 3200 pts                          |
| 3e                                | FDJ-Suez                          | France                            | 2121 pts                          |
| 4e                                | Canyon-SRAM Racing                | Allemagne                         | 1954 pts                          |
| 5e                                | Team DSM                          | Pays-Bas                          | 1839 pts                          |
| 6e                                | UAE Team ADQ                      | Émirats arabes unis               | 1408 pts                          |
| 7e                                | Uno-X Pro Cycling Team            | Norvège                           | 1103 pts                          |
| 8e                                | Movistar Team                     | Espagne                           | 1073 pts                          |
| 9e                                | EF Education-TIBCO-SVB            | États-Unis                        | 896 pts                           |
| 10e                               | Fenix-Deceuninck                  | Belgique                          | 894 pts                           |

## Liste des participantes
| Légende | Légende                                                                    | Légende | Légende                                                    |
| ------- | -------------------------------------------------------------------------- | ------- | ---------------------------------------------------------- |
| Num     | Dossard de départ porté par le coureur sur ce Gand-Wevelgem                | Pos     | Position à l'arrivée de la course                          |
|         | Indique un maillot de champion national ou mondial, suivi de sa spécialité | NP      | Indique un coureur qui n'a pas pris le départ de la course |
| AB      | Indique un coureur qui n'a pas terminé la course                           | HD      | Indique un coureur qui a terminé la course hors des délais |

| Trek-Segafredo TFS | Trek-Segafredo TFS       | Trek-Segafredo TFS |
| ------------------ | ------------------------ | ------------------ |
| Num                | Coureuse                 | Pos                |
| 1                  | Elisa Balsamo (ITA)      | 68e                |
| 2                  | Lucinda Brand (NED)      | AB                 |
| 3                  | Elynor Bäckstedt (GBR)   | 71e                |
| 4                  | Brodie Chapman (AUS)     | AB                 |
| 5                  | Ilaria Sanguineti (ITA)  | AB                 |
| 6                  | Shirin van Anrooij (NED) | 24e                |

| SD Worx SDW | SD Worx SDW             | SD Worx SDW |
| ----------- | ----------------------- | ----------- |
| Num         | Coureuse                | Pos         |
| 11          | Lotte Kopecky (BEL)     | 70e         |
| 12          | Lorena Wiebes (NED)     | AB          |
| 13          | Marlen Reusser (SUI)    | 1re         |
| 14          | Elena Cecchini (ITA)    | 73e         |
| 15          | Christine Majerus (LUX) | 12e         |
| 16          | Lonneke Uneken (NED)    | 61e         |

| UAE Team ADQ UAD | UAE Team ADQ UAD          | UAE Team ADQ UAD |
| ---------------- | ------------------------- | ---------------- |
| Num              | Coureuse                  | Pos              |
| 21               | Marta Bastianelli (ITA)   | 6e               |
| 22               | Eleonora Gasparrini (ITA) | 72e              |
| 23               | Eugenia Bujak (SLO)       | 27e              |
| 24               | Chiara Consonni (ITA)     | 69e              |
| 25               | Alena Amialiusik (BLR)    | 45e              |
| 26               | Laura Tomasi (ITA)        | AB               |

| EF Education-TIBCO-SVB TIB | EF Education-TIBCO-SVB TIB | EF Education-TIBCO-SVB TIB |
| -------------------------- | -------------------------- | -------------------------- |
| Num                        | Coureuse                   | Pos                        |
| 31                         | Zoe Bäckstedt (GBR)        | 46e                        |
| 32                         | Letizia Borghesi (ITA)     | 16e                        |
| 33                         | Clara Honsinger (USA)      | AB                         |
| 34                         | Alison Jackson (CAN)       | 67e                        |
| 35                         | Sara Poidevin (CAN)        | 47e                        |
| 36                         | Lauren Stephens (USA)      | 51e                        |

| AG Insurance-Soudal Quick-Step AGS | AG Insurance-Soudal Quick-Step AGS | AG Insurance-Soudal Quick-Step AGS |
| ---------------------------------- | ---------------------------------- | ---------------------------------- |
| Num                                | Coureuse                           | Pos                                |
| 41                                 | Lone Meertens (BEL)                | AB                                 |
| 42                                 | Julia Borgström (SWE)              | AB                                 |
| 43                                 | Marthe Goossens (BEL)              | 33e                                |
| 44                                 | Romy Kasper (GER)                  | 25e                                |
| 45                                 | Maud Rijnbeek (NED)                | AB                                 |
| 46                                 | Ally Wollaston (NZL)               | NP                                 |

| Movistar Team MOV | Movistar Team MOV      | Movistar Team MOV |
| ----------------- | ---------------------- | ----------------- |
| Num               | Coureuse               | Pos               |
| 51                | Aude Biannic (FRA)     | 17e               |
| 52                | Alicia González (ESP)  | AB                |
| 53                | Arlenis Sierra (CUB)   | AB                |
| 54                | Lourdes Oyarbide (ESP) | 57e               |
| 55                | Sheyla Gutiérrez (ESP) | AB                |
| 56                | Gloria Rodríguez (ESP) | AB                |

| Ceratizit-WNT Pro Cycling WNT | Ceratizit-WNT Pro Cycling WNT | Ceratizit-WNT Pro Cycling WNT |
| ----------------------------- | ----------------------------- | ----------------------------- |
| Num                           | Coureuse                      | Pos                           |
| 61                            | Alice Maria Arzuffi (ITA)     | AB                            |
| 62                            | Franziska Brauße (GER)        | AB                            |
| 63                            | Mylène de Zoete (NED)         | AB                            |
| 64                            | Arianna Fidanza (ITA)         | 35e                           |
| 65                            | Marta Lach (POL)              | 36e                           |
| 66                            | Lea Lin Teutenberg (GER)      | 19e                           |

| Cofidis COF | Cofidis COF                   | Cofidis COF |
| ----------- | ----------------------------- | ----------- |
| Num         | Coureuse                      | Pos         |
| 71          | Martina Alzini (ITA)          | AB          |
| 72          | Victoire Berteau (FRA)        | AB          |
| 73          | Alana Castrique (BEL)         | 31e         |
| 74          | Valentine Fortin (FRA)        | 14e         |
| 75          | Gabrielle Pilote Fortin (CAN) | AB          |
| 76          | Josie Talbot (AUS)            | AB          |

| Lifeplus Wahoo DRP | Lifeplus Wahoo DRP       | Lifeplus Wahoo DRP |
| ------------------ | ------------------------ | ------------------ |
| Num                | Coureuse                 | Pos                |
| 81                 | Margaux Vigié (FRA)      | AB                 |
| 82                 | Maddie Leech (GBR)       | 58e                |
| 83                 | Maria Novolodskaya (RUS) | 22e                |
| 84                 | Kaja Rysz (POL)          | 34e                |
| 85                 | Ella Wyllie (NZL)        | 74e                |
| 86                 | Typhaine Laurance (FRA)  | NP                 |

| Team Jumbo-Visma TJV | Team Jumbo-Visma TJV   | Team Jumbo-Visma TJV |
| -------------------- | ---------------------- | -------------------- |
| Num                  | Coureuse               | Pos                  |
| 91                   | Teuntje Beekhuis (NED) | 21e                  |
| 92                   | Anna Henderson (GBR)   | 9e                   |
| 93                   | Eva van Agt (NED)      | 41e                  |
| 94                   | Coryn Labecki (USA)    | AB                   |
| 95                   | Noemi Rüegg (SUI)      | 39e                  |
| 96                   | Karlijn Swinkels (NED) | 4e                   |

| Proximus-Alphamotorhomes-Doltcini ___ | Proximus-Alphamotorhomes-Doltcini ___ | Proximus-Alphamotorhomes-Doltcini ___ |
| ------------------------------------- | ------------------------------------- | ------------------------------------- |
| Num                                   | Coureuse                              | Pos                                   |
| 102                                   | Trine Holmsgaard                      | AB                                    |
| 103                                   | Judith Krahl (GER)                    | AB                                    |
| 104                                   | Deborah Veerman (NED)                 | AB                                    |
| 105                                   | Nienke Wasmus (NED)                   | AB                                    |
| 106                                   | Céline van Houtum (NED)               | AB                                    |

| Lotto Dstny Ladies LDL | Lotto Dstny Ladies LDL     | Lotto Dstny Ladies LDL |
| ---------------------- | -------------------------- | ---------------------- |
| Num                    | Coureuse                   | Pos                    |
| 111                    | Wilma Aintila (FIN)        | AB                     |
| 112                    | Katrijn De Clercq (BEL)    | 50e                    |
| 113                    | Mieke Docx (BEL)           | AB                     |
| 114                    | Marla Sigmund (GER)        | AB                     |
| 115                    | Quinty van de Guchte (NED) | 38e                    |
| 116                    | Kristýna Burlová (CZE)     | 56e                    |

| Canyon-SRAM Racing CSR | Canyon-SRAM Racing CSR         | Canyon-SRAM Racing CSR |
| ---------------------- | ------------------------------ | ---------------------- |
| Num                    | Coureuse                       | Pos                    |
| 121                    | Shari Bossuyt (BEL)            | 10e                    |
| 122                    | Tiffany Cromwell (AUS)         | 40e                    |
| 123                    | Elise Chabbey (SUI)            | 66e                    |
| 124                    | Katarzyna Niewiadoma (POL)     | 42e                    |
| 125                    | Agnieszka Skalniak-Sójka (POL) | AB                     |
| 126                    | Maike van der Duin (NED)       | 3e                     |

| FDJ-Suez FST | FDJ-Suez FST        | FDJ-Suez FST |
| ------------ | ------------------- | ------------ |
| Num          | Coureuse            | Pos          |
| 131          | Stine Borgli (NOR)  | 60e          |
| 132          | Grace Brown (AUS)   | 65e          |
| 133          | Jade Wiel (FRA)     | 30e          |
| 134          | Clara Copponi (FRA) | 8e           |
| 135          | Eugénie Duval (FRA) | 59e          |
| 136          | Emilia Fahlin (SWE) | AB           |

| Zaaf Cycling Team ZAF | Zaaf Cycling Team ZAF     | Zaaf Cycling Team ZAF |
| --------------------- | ------------------------- | --------------------- |
| Num                   | Coureuse                  | Pos                   |
| 141                   | Maggie Coles-Lyster (CAN) | 13e                   |
| 142                   | Ebtissam Zayed            | AB                    |
| 143                   | Emanuela Zanetti (ITA)    | AB                    |
| 145                   | Debora Silvestri (ITA)    | AB                    |
| 146                   | Mareille Meijering (NED)  | 32e                   |

| Fenix-Deceuninck FED | Fenix-Deceuninck FED          | Fenix-Deceuninck FED |
| -------------------- | ----------------------------- | -------------------- |
| Num                  | Coureuse                      | Pos                  |
| 151                  | Millie Couzens (GBR)          | 54e                  |
| 152                  | Yara Kastelijn (NED)          | 29e                  |
| 153                  | Sanne Cant (BEL)              | 18e                  |
| 154                  | Evy Kuijpers (NED)            | 63e                  |
| 155                  | Christina Schweinberger (AUT) | 5e                   |
| 156                  | Marthe Truyen (BEL)           | 28e                  |

| Human Powered Health HPW | Human Powered Health HPW      | Human Powered Health HPW |
| ------------------------ | ----------------------------- | ------------------------ |
| Num                      | Coureuse                      | Pos                      |
| 161                      | Marjolein van 't Geloof (NED) | AB                       |
| 162                      | Daria Pikulik (POL)           | AB                       |
| 163                      | Marit Raaijmakers (NED)       | AB                       |
| 164                      | Kaia Schmid (USA)             | 62e                      |
| 165                      | Jesse Vandenbulcke (BEL)      | 64e                      |
| 166                      | Lily Williams (USA)           | AB                       |

| Israel-Premier Tech Roland CGS | Israel-Premier Tech Roland CGS | Israel-Premier Tech Roland CGS |
| ------------------------------ | ------------------------------ | ------------------------------ |
| Num                            | Coureuse                       | Pos                            |
| 171                            | Mia Griffin (IRL)              | AB                             |
| 172                            | Silvia Magri (ITA)             | AB                             |
| 174                            | Hannah Buch (GER)              | AB                             |
| 175                            | Elena Pirrone (ITA)            | AB                             |
| 176                            | Nguyễn Thị Thật (VIE)          | AB                             |

| Liv Racing TeqFind LIV | Liv Racing TeqFind LIV | Liv Racing TeqFind LIV |
| ---------------------- | ---------------------- | ---------------------- |
| Num                    | Coureuse               | Pos                    |
| 181                    | Rachele Barbieri (ITA) | AB                     |
| 182                    | Eva Buurman (NED)      | AB                     |
| 183                    | Katia Ragusa (ITA)     | 53e                    |
| 184                    | Valerie Demey (BEL)    | AB                     |
| 186                    | Quinty Ton (NED)       | 26e                    |

| Uno-X Pro Cycling Team UXT | Uno-X Pro Cycling Team UXT      | Uno-X Pro Cycling Team UXT |
| -------------------------- | ------------------------------- | -------------------------- |
| Num                        | Coureuse                        | Pos                        |
| 191                        | Rebecca Koerner (DEN)           | AB                         |
| 192                        | Elinor Barker (GBR)             | 7e                         |
| 193                        | Maria Giulia Confalonieri (ITA) | 20e                        |
| 194                        | Amalie Dideriksen (DEN)         | AB                         |
| 195                        | Anniina Ahtosalo (FIN)          | 48e                        |
| 196                        | Julie Norman Leth (DEN)         | AB                         |

| Team DSM DSM | Team DSM DSM           | Team DSM DSM |
| ------------ | ---------------------- | ------------ |
| Num          | Coureuse               | Pos          |
| 201          | Pfeiffer Georgi (GBR)  | 11e          |
| 202          | Daniek Hengeveld (NED) | AB           |
| 203          | Megan Jastrab (USA)    | 2e           |
| 204          | Franziska Koch (GER)   | 52e          |
| 205          | Charlotte Kool (NED)   | AB           |
| 206          | Maeve Plouffe (AUS)    | AB           |

| Team Jayco AlUla BEX | Team Jayco AlUla BEX      | Team Jayco AlUla BEX |
| -------------------- | ------------------------- | -------------------- |
| Num                  | Coureuse                  | Pos                  |
| 211                  | Jessica Allen (AUS)       | AB                   |
| 212                  | Amber Pate (AUS)          | AB                   |
| 213                  | Georgie Howe (AUS)        | 43e                  |
| 214                  | Nina Kessler (NED)        | AB                   |
| 215                  | Alexandra Manly (AUS)     | 44e                  |
| 216                  | Ruby Roseman-Gannon (AUS) | 15e                  |

| Parkhotel Valkenburg PHV | Parkhotel Valkenburg PHV    | Parkhotel Valkenburg PHV |
| ------------------------ | --------------------------- | ------------------------ |
| Num                      | Coureuse                    | Pos                      |
| 221                      | Nicole Frain (AUS)          | AB                       |
| 222                      | Pien Limpens (NED)          | AB                       |
| 223                      | Quinty Schoens (NED)        | AB                       |
| 224                      | Kirstie van Haaften (NED)   | 23e                      |
| 225                      | Laura Molenaar (NED)        | AB                       |
| 226                      | Margot Vanpachtenbeke (BEL) | 49e                      |

| Duolar-Chevalmeire DCH | Duolar-Chevalmeire DCH    | Duolar-Chevalmeire DCH |
| ---------------------- | ------------------------- | ---------------------- |
| Num                    | Coureuse                  | Pos                    |
| 231                    | Nathalie Bex (BEL)        | 37e                    |
| 232                    | Malin Eriksen (NOR)       | AB                     |
| 233                    | Danique Braam (NED)       | 55e                    |
| 234                    | Antonia Gröndahl (FIN)    | AB                     |
| 235                    | Minke Bakker (NED)        | AB                     |
| 236                    | Kelly Van den Steen (BEL) | AB                     |

| Trek-Segafredo TFS | Trek-Segafredo TFS       | Trek-Segafredo TFS |
| ------------------ | ------------------------ | ------------------ |
| Num                | Coureuse                 | Pos                |
| 1                  | Elisa Balsamo (ITA)      | 68e                |
| 2                  | Lucinda Brand (NED)      | AB                 |
| 3                  | Elynor Bäckstedt (GBR)   | 71e                |
| 4                  | Brodie Chapman (AUS)     | AB                 |
| 5                  | Ilaria Sanguineti (ITA)  | AB                 |
| 6                  | Shirin van Anrooij (NED) | 24e                |

| SD Worx SDW | SD Worx SDW             | SD Worx SDW |
| ----------- | ----------------------- | ----------- |
| Num         | Coureuse                | Pos         |
| 11          | Lotte Kopecky (BEL)     | 70e         |
| 12          | Lorena Wiebes (NED)     | AB          |
| 13          | Marlen Reusser (SUI)    | 1re         |
| 14          | Elena Cecchini (ITA)    | 73e         |
| 15          | Christine Majerus (LUX) | 12e         |
| 16          | Lonneke Uneken (NED)    | 61e         |

| UAE Team ADQ UAD | UAE Team ADQ UAD          | UAE Team ADQ UAD |
| ---------------- | ------------------------- | ---------------- |
| Num              | Coureuse                  | Pos              |
| 21               | Marta Bastianelli (ITA)   | 6e               |
| 22               | Eleonora Gasparrini (ITA) | 72e              |
| 23               | Eugenia Bujak (SLO)       | 27e              |
| 24               | Chiara Consonni (ITA)     | 69e              |
| 25               | Alena Amialiusik (BLR)    | 45e              |
| 26               | Laura Tomasi (ITA)        | AB               |

| EF Education-TIBCO-SVB TIB | EF Education-TIBCO-SVB TIB | EF Education-TIBCO-SVB TIB |
| -------------------------- | -------------------------- | -------------------------- |
| Num                        | Coureuse                   | Pos                        |
| 31                         | Zoe Bäckstedt (GBR)        | 46e                        |
| 32                         | Letizia Borghesi (ITA)     | 16e                        |
| 33                         | Clara Honsinger (USA)      | AB                         |
| 34                         | Alison Jackson (CAN)       | 67e                        |
| 35                         | Sara Poidevin (CAN)        | 47e                        |
| 36                         | Lauren Stephens (USA)      | 51e                        |

| AG Insurance-Soudal Quick-Step AGS | AG Insurance-Soudal Quick-Step AGS | AG Insurance-Soudal Quick-Step AGS |
| ---------------------------------- | ---------------------------------- | ---------------------------------- |
| Num                                | Coureuse                           | Pos                                |
| 41                                 | Lone Meertens (BEL)                | AB                                 |
| 42                                 | Julia Borgström (SWE)              | AB                                 |
| 43                                 | Marthe Goossens (BEL)              | 33e                                |
| 44                                 | Romy Kasper (GER)                  | 25e                                |
| 45                                 | Maud Rijnbeek (NED)                | AB                                 |
| 46                                 | Ally Wollaston (NZL)               | NP                                 |

| Movistar Team MOV | Movistar Team MOV      | Movistar Team MOV |
| ----------------- | ---------------------- | ----------------- |
| Num               | Coureuse               | Pos               |
| 51                | Aude Biannic (FRA)     | 17e               |
| 52                | Alicia González (ESP)  | AB                |
| 53                | Arlenis Sierra (CUB)   | AB                |
| 54                | Lourdes Oyarbide (ESP) | 57e               |
| 55                | Sheyla Gutiérrez (ESP) | AB                |
| 56                | Gloria Rodríguez (ESP) | AB                |

| Ceratizit-WNT Pro Cycling WNT | Ceratizit-WNT Pro Cycling WNT | Ceratizit-WNT Pro Cycling WNT |
| ----------------------------- | ----------------------------- | ----------------------------- |
| Num                           | Coureuse                      | Pos                           |
| 61                            | Alice Maria Arzuffi (ITA)     | AB                            |
| 62                            | Franziska Brauße (GER)        | AB                            |
| 63                            | Mylène de Zoete (NED)         | AB                            |
| 64                            | Arianna Fidanza (ITA)         | 35e                           |
| 65                            | Marta Lach (POL)              | 36e                           |
| 66                            | Lea Lin Teutenberg (GER)      | 19e                           |

| Cofidis COF | Cofidis COF                   | Cofidis COF |
| ----------- | ----------------------------- | ----------- |
| Num         | Coureuse                      | Pos         |
| 71          | Martina Alzini (ITA)          | AB          |
| 72          | Victoire Berteau (FRA)        | AB          |
| 73          | Alana Castrique (BEL)         | 31e         |
| 74          | Valentine Fortin (FRA)        | 14e         |
| 75          | Gabrielle Pilote Fortin (CAN) | AB          |
| 76          | Josie Talbot (AUS)            | AB          |

| Lifeplus Wahoo DRP | Lifeplus Wahoo DRP       | Lifeplus Wahoo DRP |
| ------------------ | ------------------------ | ------------------ |
| Num                | Coureuse                 | Pos                |
| 81                 | Margaux Vigié (FRA)      | AB                 |
| 82                 | Maddie Leech (GBR)       | 58e                |
| 83                 | Maria Novolodskaya (RUS) | 22e                |
| 84                 | Kaja Rysz (POL)          | 34e                |
| 85                 | Ella Wyllie (NZL)        | 74e                |
| 86                 | Typhaine Laurance (FRA)  | NP                 |

| Team Jumbo-Visma TJV | Team Jumbo-Visma TJV   | Team Jumbo-Visma TJV |
| -------------------- | ---------------------- | -------------------- |
| Num                  | Coureuse               | Pos                  |
| 91                   | Teuntje Beekhuis (NED) | 21e                  |
| 92                   | Anna Henderson (GBR)   | 9e                   |
| 93                   | Eva van Agt (NED)      | 41e                  |
| 94                   | Coryn Labecki (USA)    | AB                   |
| 95                   | Noemi Rüegg (SUI)      | 39e                  |
| 96                   | Karlijn Swinkels (NED) | 4e                   |

| Proximus-Alphamotorhomes-Doltcini ___ | Proximus-Alphamotorhomes-Doltcini ___ | Proximus-Alphamotorhomes-Doltcini ___ |
| ------------------------------------- | ------------------------------------- | ------------------------------------- |
| Num                                   | Coureuse                              | Pos                                   |
| 102                                   | Trine Holmsgaard                      | AB                                    |
| 103                                   | Judith Krahl (GER)                    | AB                                    |
| 104                                   | Deborah Veerman (NED)                 | AB                                    |
| 105                                   | Nienke Wasmus (NED)                   | AB                                    |
| 106                                   | Céline van Houtum (NED)               | AB                                    |

| Lotto Dstny Ladies LDL | Lotto Dstny Ladies LDL     | Lotto Dstny Ladies LDL |
| ---------------------- | -------------------------- | ---------------------- |
| Num                    | Coureuse                   | Pos                    |
| 111                    | Wilma Aintila (FIN)        | AB                     |
| 112                    | Katrijn De Clercq (BEL)    | 50e                    |
| 113                    | Mieke Docx (BEL)           | AB                     |
| 114                    | Marla Sigmund (GER)        | AB                     |
| 115                    | Quinty van de Guchte (NED) | 38e                    |
| 116                    | Kristýna Burlová (CZE)     | 56e                    |

| Canyon-SRAM Racing CSR | Canyon-SRAM Racing CSR         | Canyon-SRAM Racing CSR |
| ---------------------- | ------------------------------ | ---------------------- |
| Num                    | Coureuse                       | Pos                    |
| 121                    | Shari Bossuyt (BEL)            | 10e                    |
| 122                    | Tiffany Cromwell (AUS)         | 40e                    |
| 123                    | Elise Chabbey (SUI)            | 66e                    |
| 124                    | Katarzyna Niewiadoma (POL)     | 42e                    |
| 125                    | Agnieszka Skalniak-Sójka (POL) | AB                     |
| 126                    | Maike van der Duin (NED)       | 3e                     |

| FDJ-Suez FST | FDJ-Suez FST        | FDJ-Suez FST |
| ------------ | ------------------- | ------------ |
| Num          | Coureuse            | Pos          |
| 131          | Stine Borgli (NOR)  | 60e          |
| 132          | Grace Brown (AUS)   | 65e          |
| 133          | Jade Wiel (FRA)     | 30e          |
| 134          | Clara Copponi (FRA) | 8e           |
| 135          | Eugénie Duval (FRA) | 59e          |
| 136          | Emilia Fahlin (SWE) | AB           |

| Zaaf Cycling Team ZAF | Zaaf Cycling Team ZAF     | Zaaf Cycling Team ZAF |
| --------------------- | ------------------------- | --------------------- |
| Num                   | Coureuse                  | Pos                   |
| 141                   | Maggie Coles-Lyster (CAN) | 13e                   |
| 142                   | Ebtissam Zayed            | AB                    |
| 143                   | Emanuela Zanetti (ITA)    | AB                    |
| 145                   | Debora Silvestri (ITA)    | AB                    |
| 146                   | Mareille Meijering (NED)  | 32e                   |

| Fenix-Deceuninck FED | Fenix-Deceuninck FED          | Fenix-Deceuninck FED |
| -------------------- | ----------------------------- | -------------------- |
| Num                  | Coureuse                      | Pos                  |
| 151                  | Millie Couzens (GBR)          | 54e                  |
| 152                  | Yara Kastelijn (NED)          | 29e                  |
| 153                  | Sanne Cant (BEL)              | 18e                  |
| 154                  | Evy Kuijpers (NED)            | 63e                  |
| 155                  | Christina Schweinberger (AUT) | 5e                   |
| 156                  | Marthe Truyen (BEL)           | 28e                  |

| Human Powered Health HPW | Human Powered Health HPW      | Human Powered Health HPW |
| ------------------------ | ----------------------------- | ------------------------ |
| Num                      | Coureuse                      | Pos                      |
| 161                      | Marjolein van 't Geloof (NED) | AB                       |
| 162                      | Daria Pikulik (POL)           | AB                       |
| 163                      | Marit Raaijmakers (NED)       | AB                       |
| 164                      | Kaia Schmid (USA)             | 62e                      |
| 165                      | Jesse Vandenbulcke (BEL)      | 64e                      |
| 166                      | Lily Williams (USA)           | AB                       |

| Israel-Premier Tech Roland CGS | Israel-Premier Tech Roland CGS | Israel-Premier Tech Roland CGS |
| ------------------------------ | ------------------------------ | ------------------------------ |
| Num                            | Coureuse                       | Pos                            |
| 171                            | Mia Griffin (IRL)              | AB                             |
| 172                            | Silvia Magri (ITA)             | AB                             |
| 174                            | Hannah Buch (GER)              | AB                             |
| 175                            | Elena Pirrone (ITA)            | AB                             |
| 176                            | Nguyễn Thị Thật (VIE)          | AB                             |

| Liv Racing TeqFind LIV | Liv Racing TeqFind LIV | Liv Racing TeqFind LIV |
| ---------------------- | ---------------------- | ---------------------- |
| Num                    | Coureuse               | Pos                    |
| 181                    | Rachele Barbieri (ITA) | AB                     |
| 182                    | Eva Buurman (NED)      | AB                     |
| 183                    | Katia Ragusa (ITA)     | 53e                    |
| 184                    | Valerie Demey (BEL)    | AB                     |
| 186                    | Quinty Ton (NED)       | 26e                    |

| Uno-X Pro Cycling Team UXT | Uno-X Pro Cycling Team UXT      | Uno-X Pro Cycling Team UXT |
| -------------------------- | ------------------------------- | -------------------------- |
| Num                        | Coureuse                        | Pos                        |
| 191                        | Rebecca Koerner (DEN)           | AB                         |
| 192                        | Elinor Barker (GBR)             | 7e                         |
| 193                        | Maria Giulia Confalonieri (ITA) | 20e                        |
| 194                        | Amalie Dideriksen (DEN)         | AB                         |
| 195                        | Anniina Ahtosalo (FIN)          | 48e                        |
| 196                        | Julie Norman Leth (DEN)         | AB                         |

| Team DSM DSM | Team DSM DSM           | Team DSM DSM |
| ------------ | ---------------------- | ------------ |
| Num          | Coureuse               | Pos          |
| 201          | Pfeiffer Georgi (GBR)  | 11e          |
| 202          | Daniek Hengeveld (NED) | AB           |
| 203          | Megan Jastrab (USA)    | 2e           |
| 204          | Franziska Koch (GER)   | 52e          |
| 205          | Charlotte Kool (NED)   | AB           |
| 206          | Maeve Plouffe (AUS)    | AB           |

| Team Jayco AlUla BEX | Team Jayco AlUla BEX      | Team Jayco AlUla BEX |
| -------------------- | ------------------------- | -------------------- |
| Num                  | Coureuse                  | Pos                  |
| 211                  | Jessica Allen (AUS)       | AB                   |
| 212                  | Amber Pate (AUS)          | AB                   |
| 213                  | Georgie Howe (AUS)        | 43e                  |
| 214                  | Nina Kessler (NED)        | AB                   |
| 215                  | Alexandra Manly (AUS)     | 44e                  |
| 216                  | Ruby Roseman-Gannon (AUS) | 15e                  |

| Parkhotel Valkenburg PHV | Parkhotel Valkenburg PHV    | Parkhotel Valkenburg PHV |
| ------------------------ | --------------------------- | ------------------------ |
| Num                      | Coureuse                    | Pos                      |
| 221                      | Nicole Frain (AUS)          | AB                       |
| 222                      | Pien Limpens (NED)          | AB                       |
| 223                      | Quinty Schoens (NED)        | AB                       |
| 224                      | Kirstie van Haaften (NED)   | 23e                      |
| 225                      | Laura Molenaar (NED)        | AB                       |
| 226                      | Margot Vanpachtenbeke (BEL) | 49e                      |

| Duolar-Chevalmeire DCH | Duolar-Chevalmeire DCH    | Duolar-Chevalmeire DCH |
| ---------------------- | ------------------------- | ---------------------- |
| Num                    | Coureuse                  | Pos                    |
| 231                    | Nathalie Bex (BEL)        | 37e                    |
| 232                    | Malin Eriksen (NOR)       | AB                     |
| 233                    | Danique Braam (NED)       | 55e                    |
| 234                    | Antonia Gröndahl (FIN)    | AB                     |
| 235                    | Minke Bakker (NED)        | AB                     |
| 236                    | Kelly Van den Steen (BEL) | AB                     |